# Granyena de Segarra
Grañena, tên chính thức trong tiếng Catalan Granyena de Segarra Granyena de Segarra là một đô thị trong tỉnh Lleida, cộng đồng tự trị Cataluña Tây Ban Nha. Đô thị Granyena de Segarra có diện tích là 16,3 ki-lô-mét vuông, dân số năm 2009 là 139 người với mật độ 8,53 người/km². Đô thị Granyena de Segarra có cự ly km so với tỉnh lỵ Lleida.